# AirForces Monthly
Air Forces Monthly je časopis zaměřený na vojenské letectví, vydávaný společností Key Publishing v Stamfordu v Lincolnshiru ve Spojeném království. Vznikl v roce 1988.
Témata pokrývaná Air Forces Monthly zahrnují:
- Komplexní informace o letectvech světa
- Podrobné zprávy o vývoji jejich početních stavů
- Zprávy o nejnovější vojenské technice
- Informace o ozbrojených konfliktech, výzbroji letadel a leteckých cvičeních
- Interview s letci

Sesterskými publikacemi jsou Air International, Air Enthusiast, Airliner World, Airports International, a FlyPast.